# バアグン・ハチャトゥリアン
バアグン・ガルニキ・ハチャトゥリアンまたはヴァハン・ハチャトゥリャン（アルメニア語: Վահագն Գառնիկի Խաչատուրյան、英: Vahagn Garniki Khachaturyan、1959年7月26日 - ）は、アルメニア共和国の政治家。同国第5代大統領。エレバン市長（1992年 - 1996年）、ハイテク工業大臣（2021年 - 2022年）も務めた。
アルメニア全国民運動の後継政党、アルメニア国民会議（略称：ՀԱԿ）所属であったが、2017年に同党を離党した。2013年エレバン市議会選挙においては同党の代表として名を連ねたが、現在は無所属。

## 前半生
1959年、アルメニア南部シュニク地方のシシアンに生まれる。1980年、エレバン国立経済大学を経済学士課程を修了して卒業。

## 政治家として
1982年から1989年の間、ハチャトゥリアンはハラズダン計器製作（Հրազդանմաշ）に勤務した。1989年から1992年にはマルス製造所（Մարս）に総監督代理として勤務、また、1990年から1996年にはエレバン市議会議員として務め、1992年から1996年までは同市の市長であった。1995年から1999年まで、アルメニア国民議会副議長、1996年から1998年まで、レヴォン・テル＝ペトロシャン大統領の顧問を務めた。さらに、2002年からは政治・法律・経済研究センター副所長に就任した。2021年8月、ハイテク工業大臣に指名された。

### 大統領
2022年1月のアルメン・サルキシャン大統領辞任を受け、与党市民契約党はハチャトゥリアンを大統領候補として指名した。第2回投票の結果、ハチャトゥリアンは大統領に選出。同年3月13日、正式に大統領として就任した。

## 経歴・役職
- 2000年：アルマト（Արմատ）民主制・市民社会開発センターの創設メンバー
- 2006年：アイルントランク（Այլընտրանք）社会・政治イニシアチブの創設メンバー
- 2019年 - 2021年：ARMECONOMBANK（Հայէկոնոմբանկ）役員